# Pinkpop 2020
Pinkpop 2020 zou de 51e editie van het Nederlandse muziekfestival Pinkpop en de 33e editie in Landgraaf worden. Het festival zou niet tijdens Pinksteren, maar op vrijdag 19, zaterdag 20 en zondag 21 juni 2020 plaatsvinden. In april 2020 werd deze editie voortijdig afgelast in verband met maatregelen tijdens de coronacrisis.

## Pinksteren
De naam Pinkpop is afgeleid van de namen Pinksteren en popmuziek. Alle edities tot en met 2007 vonden ook plaats tijdens Pinksteren, maar net als in 2020 werd daarvan afgeweken in  2008, 2010, 2013, 2015, 2016 en 2018.

## Bevestigde namen
De headliners van de verschillende dagen zijn vetgedrukt. Achter iedere naam staat tussen haakjes vermeld voor de hoeveelste keer de artiest of band op zou treden tijdens het festival.

### Vrijdag 19 juni
- Red Hot Chili Peppers (5)
- 5 Seconds of Summer (1)
- Balthazar (2)
- Bishop Briggs (1)
- Elle Hollis (1)
- Ellie Goulding (2)
- Frenna Deluxe (1)
- JC Stewart (1)
- Keane (4)
- Kensington (4)
- Lost Frequencies (live) (1)
- Maisie Peters (1)
- Nothing but Thieves (3)
- Querbeat (1)
- Saint PHNX (1)
- Supergrass (2)
- / Ten Times A Million (1)
- Twenty One Pilots (2)

### Zaterdag 20 juni
- Post Malone (1)
- Marshmello (1)
- Chef'Special (4)
- Crowded House (2)
- Danny Vera (1)
- Deftones (4)
- Floor Jansen (1)
- Frank Carter & The Rattlesnakes (1)
- James Arthur (2)
- Joost (2)
- Liam Payne (1)
- / Mabel (1)
- Nona (1)
- Rag'n'Bone Man (2)
- Sea Girls (1)
- The Big Moon (1)

### Zondag 21 juni
- Guns N' Roses (1)
- Anderson Paak & The Free Nationals (1)
- Ares  (1)
- Dermot Kennedy (1)
- Disturbed (1)
- Gojira (1)
- Inhaler (1)
- Of Monsters and Men (1)
- The Pretty Reckless (1)
- The Kik met orkest  (1)
- The Marcus King Band (1)
- Velvet Volume  (1)
- Volbeat (3)
- Zara Larsson  (1)